# Trichopteryx prospicua
Trichopteryx prospicua là một loài bướm đêm trong họ Geometridae.